# London (Arkansas)
London es una ciudad ubicada en el condado de Pope en el estado estadounidense de Arkansas. En el Censo de 2010 tenía una población de 1039 habitantes y una densidad poblacional de 123,62 personas por km².

## Geografía
London se encuentra ubicada en las coordenadas 35°19′32″N 93°14′37″O / 35.32556, -93.24361. Según la Oficina del Censo de los Estados Unidos, London tiene una superficie total de 8.4 km², de la cual 8.37 km² corresponden a tierra firme y (0.4%) 0.03 km² es agua.

## Demografía
Según el censo de 2010, había 1039 personas residiendo en London. La densidad de población era de 123,62 hab./km². De los 1039 habitantes, London estaba compuesto por el 94.9% blancos, el 0.38% eran afroamericanos, el 0.67% eran amerindios, el 0.87% eran asiáticos, el 0% eran isleños del Pacífico, el 0.19% eran de otras razas y el 2.98% pertenecían a dos o más razas. Del total de la población el 1.44% eran hispanos o latinos de cualquier raza.